# Ambystoma flavipiperatum
Ambystoma flavipiperatum é uma espécie de anfíbio caudado pertencente à família Ambystomatidae. Endêmica do México.